# 動物探偵ミア
『動物探偵ミア』(英Amy Wild, Animal Talker)は、イギリスの作家ダイアナ・キンプトンによって著された探偵ファンタジー小説である。
日本語版はポプラ社から、武富博子の翻訳、花珠のイラストで刊行。原作での主人公の名前はエイミー・ワイルドだが、日本語版ではミア・ワイトに変わっている。

## あらすじ
都会からクラマーキン島に引っ越してきたミア・ワイトは、ある時大叔母さんのグランティから、動物と話せるようになる銀色のネックレスをもらう。ミアはネックレスをつけると動物と話せるようになることを知り、まちの動物たちと一緒に事件を解決していく。

## 登場人物
- ミア・ワイト (Amy Wild)- 主人公。都会からクラマーキン島に引っ越してきた。大叔母さんのグランティからもらったネックレスの力で動物と話せるようになる。
- グランティ(Granty) - ミアの大叔母さん。ミアに動物と話せるようになるネックレスを与える。

- ヒルトン(Hilton) - グランティが飼っているテリア犬。
- アインシュタイン (Einstein)- 猫。
- イザムバード(Isambard)- 猫。
- プラトン(Plato) - オウム。
- バン(Bun) - 猫。
- ウィロー(Willow) - 猫。
- デイビッド - 転校生。ミアの学校に来る。
- シャナリー - シャム猫。行方不明になる。
- ジョイ(Joy) - カササギ。古代ローマの指輪を見つける。

## 作品リスト
第1巻『動物探偵ミア』
第2巻『動物探偵ミア　小さな島の転校生』
第3巻『動物探偵ミア　嵐の夜のミステリー』
第4巻『動物探偵ミア　大どろぼう、あらわる？』
第5巻『動物探偵ミア　ひつじレースで大さわぎ！』
第6巻『動物探偵ミア　映画スターになろう！』
第7巻『動物探偵ミア　ひみつのたからさがし』
第8巻『動物探偵ミア　シャナリーをさがして』
第9巻『動物探偵ミア　リスのおうちが大ピンチ！？』
第10巻『動物探偵ミア　犯人はほかにいる！』
第11巻『動物探偵ミア 歌って！アルパカ』
第12巻『動物探偵ミア たき火まつりで危機一髪！』